# Bathypterois atricolor
Bathypterois atricolor es una especie de pez del género Bathypterois, familia Ipnopidae. Fue descrita científicamente por Alcock en 1896.
Especie circunglobal, excluyendo el Atlántico Occidental. Atlántico Oriental: desde Liberia a Nigeria. La longitud estándar (SL) es de 20,4 centímetros. Habita en taludes continentales. Especie euribática y euritérmica, capaz de alcanzar los 5150 metros de profundidad.
Está clasificada como una especie marina inofensiva para el ser humano.